# Marcus Smart
Pour les articles homonymes, voir Smart (homonymie).
Marcus Smart, né le 6 mars 1994 à Flower Mound au Texas, est un joueur américain de basket-ball mesurant 1,88 m, et évoluant aux postes de meneur et arrière au sein de la franchise des Lakers de Los Angeles en NBA.
Sélectionné en sixième position de la draft 2014 de la NBA par les Celtics de Boston, il est notamment reconnu pour ses qualités défensives, il est sélectionné à trois reprises au sein de la NBA All-Defensive First Team et a remporté à trois reprises le NBA Hustle Award. Nommé meilleur défenseur de l'année en 2022, le joueur des Celtics est le deuxième meneur de jeu à remporter ce trophée après Gary Payton en 1996.

## Biographie

### Carrière universitaire
En 2012, il rejoint les Cowboys d'Oklahoma State en NCAA. Au cours de sa première année à Oklahoma State, il mène les Cowboys avec un bilan de 24-8 et son équipe termine troisième dans la Big 12 Conference derrière Kansas et Kansas State. Smart obtient une moyenne de 15,4 points, 5,8 rebonds et 4,2 passes décisives par match et mène la Big 12 en interceptions, où il en enregistre 99 avec une moyenne de 3 interceptions par match. Smart et les Cowboys gagnent un voyage au tournoi de la NCAA cette année-là, en étant classé 5e dans la région du Midwest. Au cours du premier tour du tournoi cependant, les Cowboys s'inclinent face à l'Oregon. Le 17 avril 2013, Smart tient une conférence de presse où il déclare qu'il reste une année supplémentaire en NCAA. Pour son entraîneur, il aurait été choisi par le Magic d'Orlando, soit en seconde position de la Draft 2013 de la NBA.
En novembre 2013, Kevin Durant déclare que « Marcus Smart pourrait jouer en NBA dès maintenant ». Le 8 janvier 2014, il termine la rencontre contre les Longhorns du Texas avec 24 points, 11 rebonds, 5 passes décisives, 6 interceptions, 1 contre, 16 sur 20 aux lancers-francs et aucune balle perdue. Le 8 février, lors d'une rencontre contre les Red Raiders de Texas Tech, il perd son sang-froid et s'en prend à un spectateur à la suite d'une chute. Il écope de trois matchs de suspension. Le 22 février, pour son retour sur les parquets, de nouveau contre les Red Raiders, il contribue au succès de son équipe avec 16 points, 10 passes décisives (son record en carrière), 6 interceptions, 3 rebonds et 2 contres. Le 3 mars, pour son dernier match à domicile, il termine avec 18 points, 6 rebonds, 5 passes décisives et 3 interceptions et participe à la victoire des siens contre les Wildcats de Kansas State. Dans le premier match du tournoi NCAA 2014, les Cowboys perdent contre Gonzaga, où Smart termine avec 23 points, 13 rebonds, 7 passes décisives et 6 interceptions, devenant le premier joueur de l’histoire du tournoi à enregistrer 20 points, 10 rebonds, 5 passes décisives et 5 interceptions.
Le 8 avril, il se présente à la draft 2014 de la NBA. Le 18 mai, il déclare ne pas regretter de ne pas s'être présente à la draft 2013 où il était attendu dans le top 3.
Le 24 mai, il est testé par les Celtics de Boston qui possède le 6e choix de la draft. Il participe à un work-out où sont présents les scouts et GM de la plupart des franchises NBA. Le 6 juin, Walt Perrin, le vice-président du Jazz de l'Utah, qui dispose du 5e choix de la draft, ne repousse pas l'idée de sélectionner Smart afin de le faire jouer à l'arrière aux côtés de Trey Burke. Le 9 juin, il effectue un second work-out avec le Magic d'Orlando qui disposent du 4e et 12e choix de la draft. Le 19 juin, il refuse une quatrième fois de participer aux work-out du Jazz, souhaitant être sélectionné dans le top 4. Le 20 juin, les Lakers de Los Angeles, qui possèdent le 7e choix de la draft, souhaite effectuer un second work-out avec Smart.

### Carrière professionnelle

#### Celtics de Boston (2014-2023)

##### Saison 2014-2015

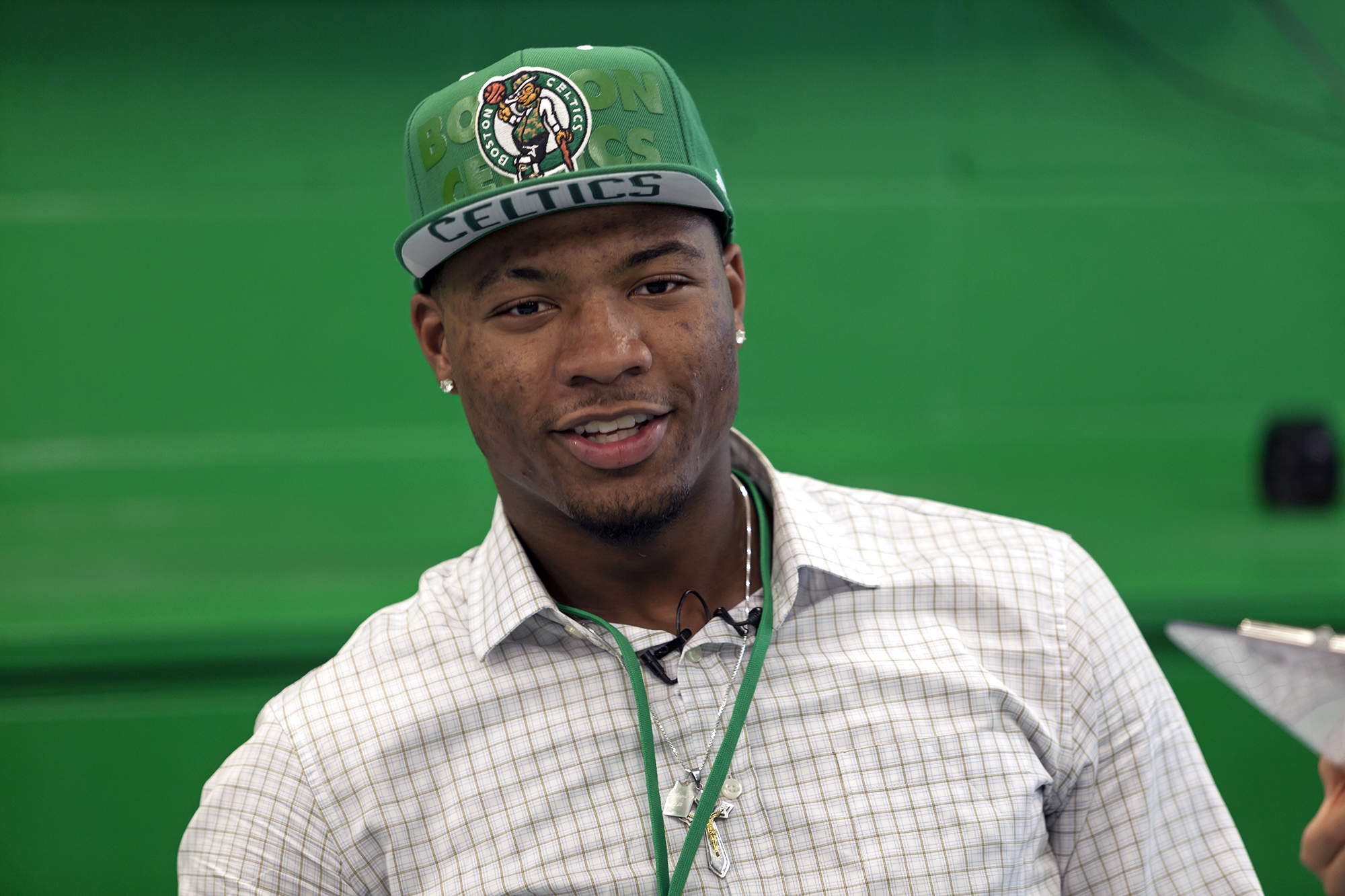
Marcus Smart en juin 2014

Le 26 juin 2014, il est choisi en 6e position par les Celtics de Boston. Il participe à la NBA Summer League 2014 avec les Celtics et signe avec l'équipe le 10 juillet.
Après seulement cinq matches en NBA, Smart se fait une entorse à la cheville gauche, le 7 novembre, lors de la victoire des Celtics 101 à 98 contre les Pacers d'Indiana. Il passe une IRM après le match et doit manquer deux à trois semaines de compétition. Après avoir manqué dix matches à cause de cette blessure, il revient le 3 décembre contre les Pistons de Détroit. Le 4 décembre, il est envoyé chez les Red Claws du Maine en D-League. Le lendemain, il est rappelé par les Celtics. Le 18 mars, il réalise son meilleur match de la saison en terminant la rencontre avec 25 points lors de la défaite des siens contre le Thunder d'Oklahoma City. Le 21 mars, il est suspendu un match sans paie pour avoir frappé dans l'aine l'ailier fort des Spurs de San Antonio Matt Bonner. Le 18 mai, Smart est nommé dans le second meilleur cinq majeur des rookies en ayant récolté 142 points lors des votes.

##### Saison 2015-2016
Le 16 juillet 2015, alors qu'il participe à la NBA Summer League 2015 à Las Vegas, il se disloque deux doigts de la main droite. Le 15 novembre 2015, il bat son record de points avec 26 unités lors de la victoire des Celtics contre le Thunder d'Oklahoma City. Entre le 22 novembre et le 26 décembre, Smart rate 18 matchs à cause d'une blessure à la jambe gauche. Il revient sur les parquets le 27 décembre contre les Knicks de New York, marquant 6 points en 13 minutes en sortie de banc. Le 15 janvier 2016, dans une victoire contre les Suns de Phoenix, Smart enregistre son premier triple-double en carrière avec 10 points, 11 passes décisives et 11 rebonds, devenant le premier joueur des Celtics à enregistrer un triple-double depuis Art Williams en 1971.

##### Saison 2016-2017

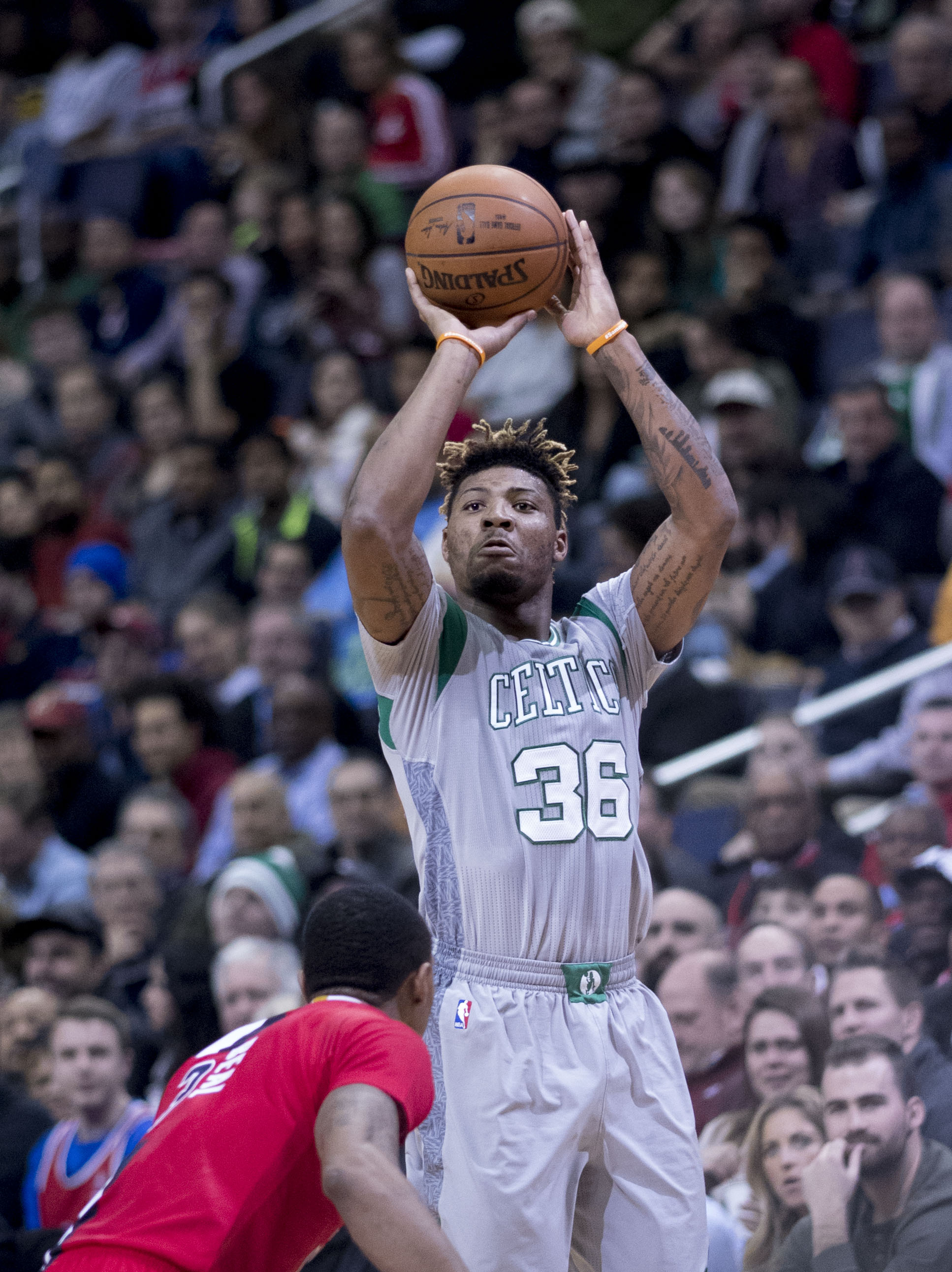
Marcus Smart en janvier 2017.

Le 25 décembre, lors du match de Noël, il marque 15 points et inscrit un panier à trois points à 47 secondes de la fin pour aider les Celtics à remporter le match contre les Knicks de New York. Lors des playoffs, dans le troisième match de la finale de la conférence Est le 21 mai, Smart, commence le match à la place de Isaiah Thomas, blessé, et inscrit sept paniers à trois points et un total de 27 points pour aider les Celtics à vaincre les Cavaliers de Cleveland, 111-108. Néanmoins, l'équipe des Celtics s'incline en cinq matchs sur la série.
À la fin de la saison régulière 2016-2017, Marcus Smart publie un texte résumant son début de carrière dans un site tribune pour les joueurs intitulé The Players' Tribune.

##### Saison 2017-2018
Le 27 novembre 2017, Smart inscrit 23 points, avec 6 paniers à trois points, sur 9 tentatives, dans une défaite contre les Pistons de Détroit. Smart rate ensuite 11 matchs entre le 24 janvier et le 14 février après s’être coupé la main sur du verre à l’hôtel de l’équipe. Le 16 mars 2018, il se blesse pour le reste de la saison régulière avec la déchirure d'un ligament dans le pouce droit. Après avoir raté les quatre premiers matchs des playoffs des Celtics, Smart revient dans l'effectif pour le cinquième match du premier tour contre les Bucks de Milwaukee. Il sort du banc et inscrit 9 points, 5 rebonds, 4 passes décisives et 3 contres dans une victoire, 92-87, permettant à l'équipe de mener 3-2 dans la série.

##### Saison 2018-2019
Le 19 juillet 2018, Marcus Smart re-signe avec les Celtics un contrat de 52 millions de dollars sur 4 ans. Il rate la fin de la saison régulière et le premier tour des playoffs à cause d'une déchirure abdominale oblique gauche. Il revient lors du second tour des séries éliminatoires, mais son équipe est éliminée au terme de cinq matchs. Après la saison, il est nommé dans la NBA All-Defensive First Team.

##### Saisons 2019-2021: Saisons tronquées par les blessures et le COVID-19
Le 19 janvier 2020, Smart bat son record de points inscrits sur un match, avec 37 points contre les Suns de Phoenix. Le 20 mars 2020, il est testé positif à la COVID-19, après que Rudy Gobert ait été testé positif huit jours auparavant, ce qui a entraîné la suspension de la saison de la NBA pour une durée indéterminée. Smart est l’un des premiers joueurs de la NBA à parler publiquement des préoccupations liées à la COVID-19 et de la façon dont la collectivité ne devrait pas prendre la maladie à la légère. À l'issue de la reprise de la saison régulière, dans la bulle d'Orlando, il est à nouveau nommé dans la NBA All-Defensive First Team pour la seconde année consécutive.

##### Saison 2021-2022: Titre de meilleur défenseur et premières Finales NBA

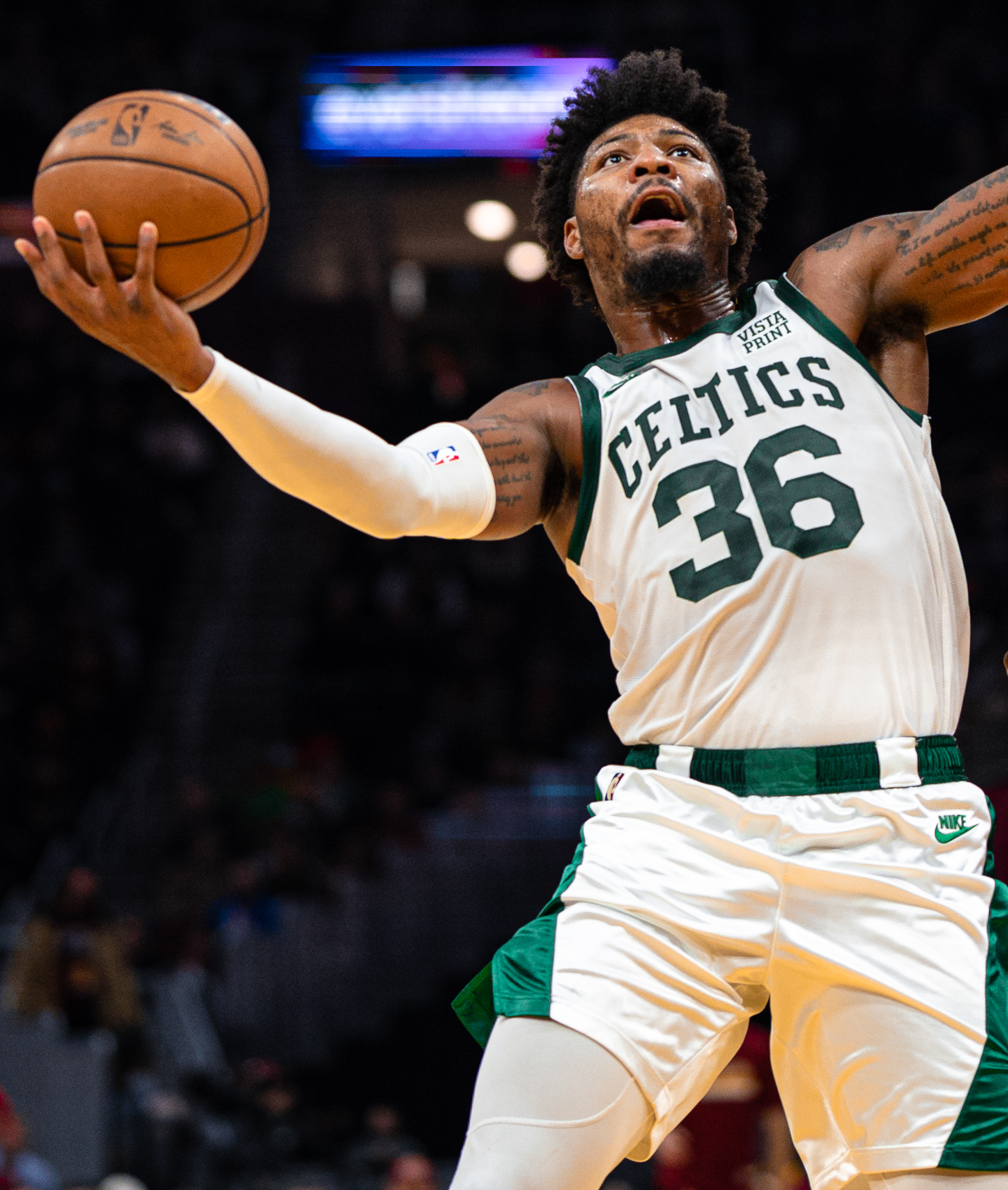
Marcus Smart en 2021.

Le 16 août 2021, le joueur des Celtics a signé une nouvelle prolongation de contrat à hauteur de 77 millions de dollars sur quatre ans. Au cours de l’été 2021, le nouvel entraîneur des Celtics, Ime Udoka, nomme Smart comme meneur titulaire de l’équipe et il reste dans ce rôle tout au long de la saison et pendant les playoffs. Fox Sports et Deadspin ont reconnu que le changement de rôle de Smart au rôle de meneur titulaire comme un changement majeur pour la saison 2021-2022. En date de février 2022, Smart devient le membre le plus ancien de l’équipe des Celtics.
Smart est nommé NBA Defensive Player of the Year le 18 avril 2022, devenant le deuxième meneur de jeu à remporter ce trophée après Gary Payton en 1996. Smart est devenu le cinquième guard (meneur ou arrière) de l’histoire de la NBA (aux côtés de Michael Jordan, Payton, Sidney Moncrief et Alvin Robertson) à remporter ce titre. Smart est également nommé dans la NBA All-Defensive First Team, recevant le plus de votes pour la première place.
Lors de la campagne de playoffs 2022, le 19 mai 2022, dans le second match de la finale de conférence Est, Smart bat son record personnel de 12 passes décisives en playoffs, ajoutées à 24 points, 9 rebonds et 3 interceptions dans une victoire sur le Heat de Miami pour égaliser 1-1 dans la série. Dans le septième et ultime match de la série, Smart a inscrit 24 points, 9 rebonds, 5 passes décisives et 2 interceptions dans une victoire 100-96 afin d'accéder aux Finales NBA 2022, pour la première fois de sa carrière, et c'est la première apparition des Celtics en Finales NBA depuis 2010. Dans le troisième match de la finale, Smart a enregistré 24 points, 7 rebonds et 5 passes décisives dans une victoire contre les Warriors de Golden State. Les Celtics prennent une avance de 2-1 dans la série, mais ont fini par s'incliner au terme de 6 matchs.

#### Grizzlies de Memphis (2023-2025)
Le jour de la draft 2023, Marcus Smart est transféré vers les Grizzlies de Memphis dans un échange en triangle impliquant les Celtics, les Wizards et les Grizzlies.

#### Wizards de Washington (2025)
En février 2025, il est transféré aux Wizards de Washington dans le cadre d'un échange à plusieurs équipes.

#### Lakers de Los Angeles (depuis 2025)
Libéré de sa dernière année de contrat par les Wizards à l'été 2025, Smart signe avec les Lakers de Los Angeles pour deux saisons et 11 millions de dollars.

## Palmarès
- Champion de la conférence Est en 2022 avec Boston.
- Champion de la Division Atlantique en 2017 et 2022 avec Boston.

## Distinctions personnelles

### NBA
- NBA Defensive Player of the Year en 2022[39].
- 3 fois NBA All-Defense First Team en 2019, 2020 et 2022.
- NBA All-Rookie Second Team en 2015.
- NBA Hustle Award en 2019, 2022 et 2023.

### NCAA
- Third Team All-American – NABC en 2014.
- Consensus Second Team All-American en 2013.
- Joueur de l'année de la Big 12 Conference en 2013.
- USBWA National Freshman of the Year en 2013.
- 2 fois First Team All-Big 12 en 2013 et 2014.
- Big 12 Freshman of the Year en 2013.

## Statistiques

### Universitaires
Les statistiques de Marcus Smart en matchs universitaires sont les suivantes :
| Saison    | Équipe         | Matchs | Titul. | Min./m | % Tir | % 3pts | % LF | Rbds/m. | Pass/m. | Int/m. | Ctr/m. | Pts/m. |
| --------- | -------------- | ------ | ------ | ------ | ----- | ------ | ---- | ------- | ------- | ------ | ------ | ------ |
| 2012-2013 | Oklahoma State | 33     | 33     | 33,5   | 40,4  | 29,0   | 77,7 | 5,8     | 4,2     | 3,0    | 0,7    | 15,4   |
| 2013-2014 | Oklahoma State | 31     | 31     | 32,7   | 42,2  | 29,9   | 72,8 | 5,9     | 4,8     | 2,9    | 0,6    | 18,0   |
| Carrière  | Carrière       | 64     | 64     | 33,1   | 41,3  | 29,5   | 75,1 | 5,9     | 4,5     | 2,9    | 0,6    | 16,6   |

### NBA
Les statistiques de Marcus Smart en NBA sont les suivantes :

#### Saison régulière
| Saison    | Équipe   | Matchs | Titul. | Min./m | % Tir | % 3pts | % LF | Rbds/m. | Pass/m. | Int/m. | Ctr/m. | Pts/m. |
| --------- | -------- | ------ | ------ | ------ | ----- | ------ | ---- | ------- | ------- | ------ | ------ | ------ |
| 2014-2015 | Boston   | 67     | 38     | 27,0   | 36,7  | 33,5   | 64,6 | 3,3     | 3,1     | 1,5    | 0,3    | 7,8    |
| 2015-2016 | Boston   | 61     | 10     | 27,3   | 34,8  | 25,3   | 77,7 | 4,2     | 3,0     | 1,5    | 0,3    | 9,1    |
| 2016-2017 | Boston   | 79     | 24     | 30,4   | 35,9  | 28,3   | 81,2 | 3,9     | 4,6     | 1,6    | 0,4    | 10,6   |
| 2017-2018 | Boston   | 54     | 11     | 29,9   | 36,7  | 30,1   | 72,9 | 3,5     | 4,8     | 1,3    | 0,4    | 10,2   |
| 2018-2019 | Boston   | 80     | 60     | 27,5   | 42,2  | 36,4   | 80,6 | 2,9     | 4,0     | 1,8    | 0,4    | 8,9    |
| 2019-2020 | Boston   | 60     | 40     | 32,0   | 37,5  | 34,7   | 83,6 | 3,8     | 4,9     | 1,7    | 0,5    | 12,9   |
| 2020-2021 | Boston   | 48     | 45     | 32,9   | 39,8  | 33,0   | 79,0 | 3,5     | 5,7     | 1,5    | 0,5    | 13,1   |
| 2021-2022 | Boston   | 71     | 71     | 32,3   | 41,8  | 33,1   | 79,3 | 3,8     | 5,9     | 1,7    | 0,3    | 12,1   |
| Carrière  | Carrière | 520    | 299    | 29,8   | 38,2  | 32,1   | 78,0 | 3,6     | 4,5     | 1,6    | 0,4    | 10,5   |

#### Playoffs
| Saison   | Équipe   | Matchs | Titul. | Min./m | % Tir | % 3pts | % LF | Rbds/m. | Pass/m. | Int/m. | Ctr/m. | Pts/m. |
| -------- | -------- | ------ | ------ | ------ | ----- | ------ | ---- | ------- | ------- | ------ | ------ | ------ |
| 2015     | Boston   | 4      | 3      | 22,5   | 48,3  | 23,1   | 53,3 | 2,8     | 1,3     | 0,3    | 0,3    | 9,8    |
| 2016     | Boston   | 6      | 1      | 32,1   | 36,7  | 34,4   | 81,0 | 4,5     | 3,0     | 1,7    | 0,8    | 12,0   |
| 2017     | Boston   | 18     | 3      | 29,9   | 35,1  | 39,7   | 64,0 | 4,7     | 4,7     | 1,5    | 0,9    | 8,6    |
| 2018     | Boston   | 15     | 4      | 29,9   | 33,6  | 22,1   | 73,5 | 3,7     | 5,3     | 1,7    | 0,7    | 9,8    |
| 2019     | Boston   | 2      | 0      | 16,0   | 9,1   | 9,1    | 66,7 | 2,0     | 2,0     | 1,5    | 0,0    | 3,5    |
| 2020     | Boston   | 17     | 16     | 38,1   | 39,4  | 33,3   | 87,5 | 5,2     | 4,6     | 1,2    | 0,5    | 14,5   |
| 2021     | Boston   | 5      | 5      | 36,0   | 43,9  | 37,2   | 71,4 | 4,4     | 6,0     | 1,0    | 0,2    | 17,8   |
| 2022     | Boston   | 21     | 21     | 36,2   | 40,5  | 35,0   | 80,6 | 4,5     | 5,9     | 1,2    | 0,2    | 15,4   |
| Carrière | Carrière | 88     | 53     | 32,9   | 38,3  | 32,8   | 75,4 | 4,4     | 4,8     | 1,4    | 0,5    | 12,3   |

## Records sur une rencontre en NBA
Les records personnels de Marcus Smart en NBA sont les suivants, :
| Record de la franchise |

| Type de statistique        | Saison régulière | Saison régulière         | Saison régulière | Playoffs | Playoffs                 | Playoffs          |
| Type de statistique        | Record           | Adversaire               | Date             | Record   | Adversaire               | Date              |
| -------------------------- | ---------------- | ------------------------ | ---------------- | -------- | ------------------------ | ----------------- |
| Points                     | 37               | Suns de Phoenix          | 18 janvier 2020  | 27       | @ Cavaliers de Cleveland | 21 mai 2017       |
| Paniers marqués            | 13               | Suns de Phoenix          | 18 janvier 2020  | 9        | Heat de Miami            | 15 septembre 2020 |
| Paniers tentés             | 26               | @ Raptors de Toronto     | 28 mars 2022     | 22       | 3 fois                   | 3 fois            |
| Paniers à 3 points réussis | 11               | Suns de Phoenix          | 18 janvier 2020  | 7        | @ Cavaliers de Cleveland | 21 mai 2017       |
| Paniers à 3 points tentés  | 22               | Suns de Phoenix          | 18 janvier 2020  | 13       | 2 fois                   | 2 fois            |
| Lancers francs réussis     | 9                | 3 fois                   | 3 fois           | 10       | @ Heat de Miami          | 19 septembre 2020 |
| Lancers francs tentés      | 12               | @ Suns de Phoenix        | 5 mars 2017      | 13       | 76ers de Philadelphie    | 9 mai 2018        |
| Rebonds offensifs          | 5                | Bucks de Milwaukee       | 29 mars 2017     | 5        | @ Bulls de Chicago       | 23 avril 2017     |
| Rebonds défensifs          | 9                | @ Cavaliers de Cleveland | 17 octobre 2017  | 11       | Wizards de Washington    | 10 mai 2017       |
| Rebonds totaux             | 11               | 3 fois                   | 3 fois           | 11       | 2 fois                   | 2 fois            |
| Passes décisives           | 15               | Hornets de Charlotte     | 28 novembre 2022 | 12       | @ Heat de Miami          | 19 mai 2022       |
| Interceptions              | 8                | 76ers de Philadelphie    | 15 février 2017  | 4        | 4 fois                   | 4 fois            |
| Contres                    | 4                | @ Nuggets de Denver      | 5 novembre 2018  | 3        | 2 fois                   | 2 fois            |
| Balles perdues             | 7                | @ Pacers de l'Indiana    | 18 décembre 2017 | 8        | @ Wizards de Washington  | 4 mai 2017        |
| Minutes jouées             | 46               | @ Knicks de New York     | 20 octobre 2021  | 50       | Raptors de Toronto       | 9 septembre 2020  |

- Double-double : 25 (dont 6 en playoffs)
- Triple-double : 2 (dont 1 en playoffs)

Dernière mise à jour : 17 mai 2023

## Salaires
Les gains de Marcus Smart en NBA sont les suivants :
| Saison      | Équipe            | Salaire      |
| ----------- | ----------------- | ------------ |
| 2014-2015   | Celtics de Boston | 3 283 320 $  |
| 2015-2016   | Celtics de Boston | 3 431 040 $  |
| 2016-2017   | Celtics de Boston | 3 578 880 $  |
| 2017-2018   | Celtics de Boston | 4 538 020 $  |
| 2018-2019   | Celtics de Boston | 11 660 716 $ |
| 2019-2020   | Celtics de Boston | 11 768 879 $ |
| 2020-2021   | Celtics de Boston | 13 446 428 $ |
| 2021-2022   | Celtics de Boston | 13 839 285 $ |
| 2022-2023   | Celtics de Boston | 17 207 142 $ |
| Total Gains | Total Gains       | 82 753 710 $ |
| 2023-2024   | Celtics de Boston | 18 583 713 $ |
| 2024-2025   | Celtics de Boston | 19 960 284 $ |
| 2025-2026   | Celtics de Boston | 21 336 855 $ |